# Fameliar
Es fameliar, familiar o femelià és un dimoni menor de la mitologia d'Eivissa i Formentera A les Pitiüses, d'una herba molt petita que neix sota el pont vell del riu de Santa Eulària –construït pel diable–, collida la Nit de Sant Joan o de Cap d'Any i ficada en una ampolla negra, n'apareix el fameliar, un nan horrorós de boca espantosa, amb uns braços d'allò més llargs i prims. El fameliar restava dins l'ampolla negra fins que era necessari per fer alguna feina impossible de fer pels humans, com segar un camp o fer una paret en una sola nit. El fameliar és molt nerviós i quan surt de l'ampolla diu: «som es fameliar, vull feina o menjar», i qui l'ha fet sortir li encarrega la feina. També se'l pot deixar menjar, ja que aprecia molt el pa amb formatge.
Té un caràcter més benvolent que els diables boets i els minairons, ja que aquest no fa entremaliadures si no li donen feina i acaba sempre la tasca que se li encomana, de manera que és un ajudant. Té una força i uns poders descomunals. Quan surt de l'ampolla, demana constantment feina o menjar. És tan treballador que l'única manera d'aconseguir que es cansi és manar-li feines impossibles. Per fer-lo tornar a entrar dins l'ampolla s'ha d'agafar una branqueta beneïda d'olivera i resar una oració que s'ha perdut. Es coneixen casos de persones que van ser jutjades per la Inquisició durant l'edat moderna per tenir fameliars a casa, aquest és el cas de Bartomeu Fluixà, de Sant Llorenç, el segle xviii.